# 仲間 (浦添市)
仲間（なかま）は沖縄県浦添市の地名。郵便番号901-2103。

## 地理
浦添市中央部の小湾川上流域・牧港川中流域にある浦添断層崖の上にあり、北西から仲間一丁目（54ヘクタール、周長3.8キロメートル）、仲間三丁目（10ヘクタール、周長1.6キロメートル）、仲間（2ヘクタール、周長0.9キロメートル）に分かれる。南を前田、東を当山、北を伊祖、西を大平、南西を安波茶と経塚に接する。

## 歴史
現在の仲間は旧来、中間村（仲間村とも）の一部であった。古くから浦添の中心地として栄え、浦添城が東部にあった。『絵図郷村帳』には「中間村」、『琉球国高究帳』には「なかま村」と記されている。近代には中頭郡浦添村の一部となり、同村の市制施行に伴い浦添市に属した。

## 人口統計
2024年1月31日現在の推計人口は以下の通り。
| 区分       | 男性        | 女性        | 合計         | 世帯数 | 高齢化率（%、括弧内は最高齢者の年齢・性別） |
| ---------- | ----------- | ----------- | ------------ | ------ | ------------------------------------------- |
| 仲間       | 11 (47.27)  | 20 (36.90)  | 31 (40.58)   | 16     | 22.6 (76歳男性)                             |
| 仲間一丁目 | 587 (44.40) | 590 (45.70) | 1177 (45.05) | 526    | 24.8 (104歳女性)                            |
| 仲間二丁目 | 901 (40.74) | 995 (40.63) | 1896 (40.68) | 765    | 20.1 (100歳女性)                            |
| 仲間三丁目 | 459 (46.22) | 503 (48.22) | 962 (47.53)  | 427    | 28.7 (102歳女性)                            |

## 教育
小学校は全域が浦添市立浦添小学校の学校、中学校も全域が浦添市立浦添中学校の学区となっている。

## 交通

### 道路
仲間一丁目・仲間二丁目と伊祖一丁目・伊祖四丁目・伊祖五丁目の境界を国道330号が東西に通る。伊祖にある伊祖インターチェンジと大平にある大平インターチェンジの敷地の一部が域内にある。また、仲間一丁目と仲間二丁目の境界を沖縄県道153号線が南北に、仲間二丁目と仲間三丁目の境界を沖縄県道38号浦添西原線が東西に通っている。

### 鉄道
域内に鉄道駅は存在しない。最寄り駅は沖縄都市モノレール沖縄都市モノレール線の浦添前田駅である。